# Colombia (metropolitana di Madrid)
Colombia è una stazione della Metropolitana di Madrid delle linee 8 e 9.
Si trova sotto la calle Príncipe de Vergara tra Plaza de la República Dominicana e l'incrocio con la calle Colombia, nel distretto di Chamartín.

## Storia

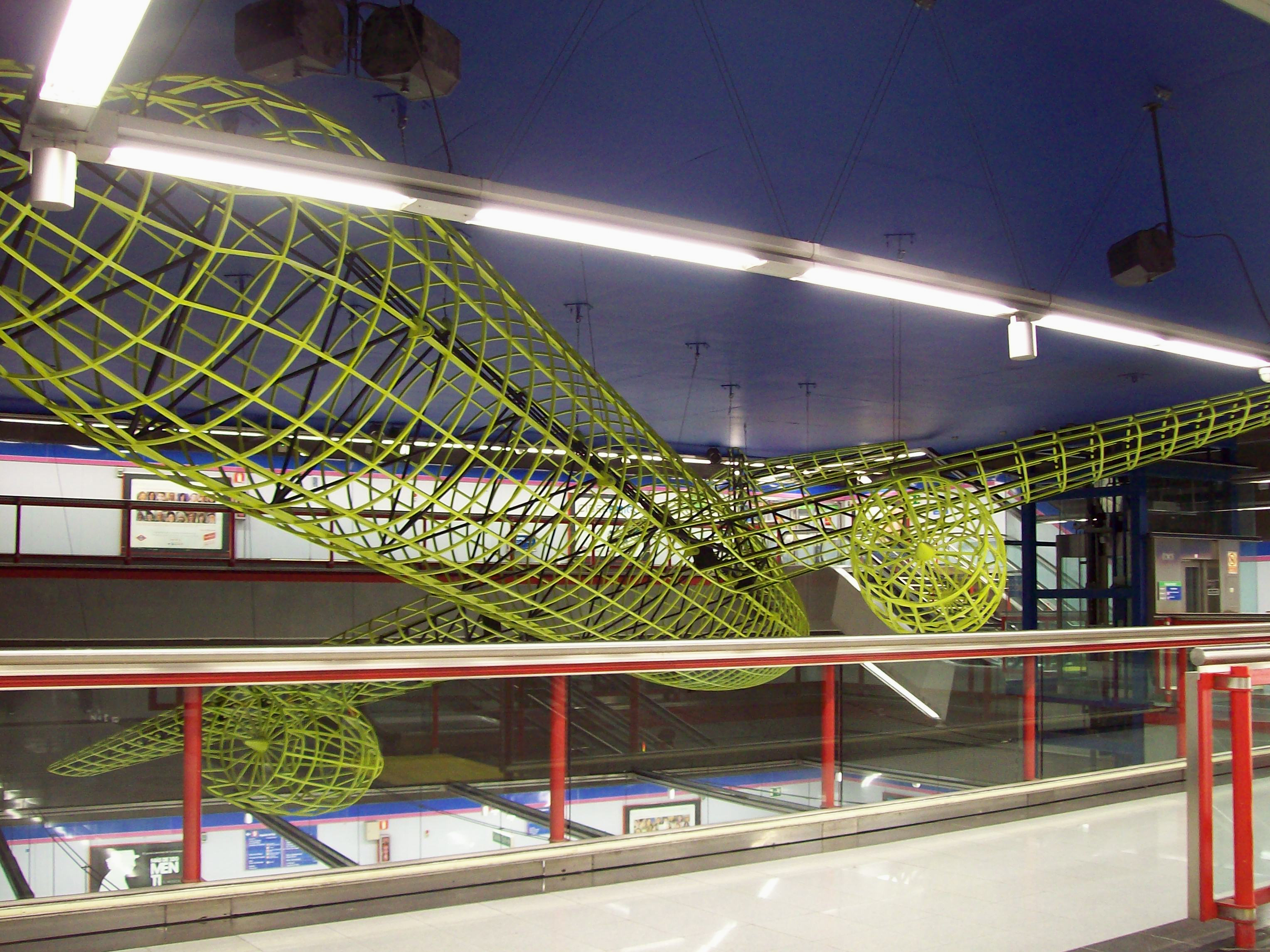
Interno della stazione

È stata inaugurata il 30 dicembre 1983 insieme al prolungamento dell'allora linea 9B (anche conosciuta come 9N) da Plaza de Castilla a Avenida de América, passando a far parte dell'attuale linea 9 il 24 febbraio 1986. La stazione aveva due vestiboli: uno a nord con 2 accessi e uno a sud con un accesso solo.
Nel 2001 la stazione è stata chiusa per portare a termine i lavori di costruzione della nuova stazione della linea 8, i cui binari si trovano sotto alla Calle Colombia, perpendicolari a quelli della linea 9.
Con i lavori si modificarono gli accessi: i due vestiboli precedentemente esistenti vennero sostituiti da un unico vestibolo posto sopra ai binari della linea 8, dal quale si accede alle quattro banchine. Vennero inoltre installati ascensori e le pareti vennero rivestite in vitrex bianco e blu.
Agli inizi del 2002 venne riaperto il solo vestibolo nord e il 22 maggio 2002 venne chiuso questo vestibolo per aprire l'attuale vestibolo unico, iniziando così a dare servizio alla linea 8.

## Accessi
Vestibolo República Dominicana
- Príncipe Vergara, dispari - Colombia: Calle Príncipe de Vergara, 261
- Príncipe Vergara, pari - Colombia: Calle Príncipe de Vergara, 260
- Príncipe Vergara, dispari - Plaza República Dominicana: Calle Príncipe de Vergara, 273
- Príncipe Vergara, pari - Plaza República Dominicana: Calle Príncipe de Vergara, 266
- Ascensore: Calle Colombia, 3